# HK G3/SG1
 (mars 2018).
Si vous disposez d'ouvrages ou d'articles de référence ou si vous connaissez des sites web de qualité traitant du thème abordé ici, merci de compléter l'article en donnant les références utiles à sa vérifiabilité et en les liant à la section « Notes et références ».

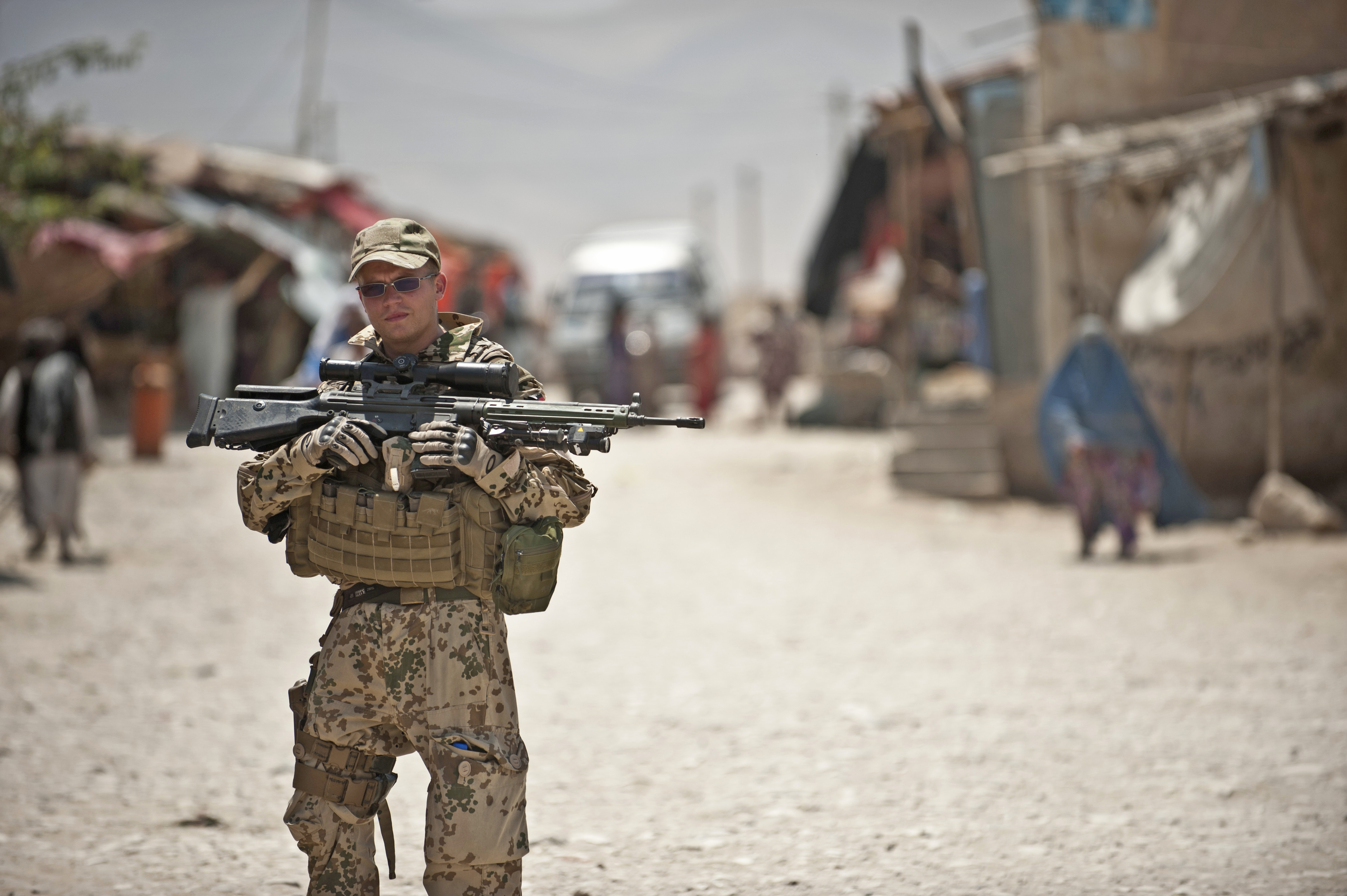
Militaire allemand du KSK patrouillant à pied dans Mazar-e-Sharif au titre de la Force internationale d'assistance et de sécurité. Son arme est un HK G3/SG1 modernisé. Ainsi sa crosse est celle du HK MSG-90.

Le HK G3/SG1 est un fusil de sniper dérivé du fusil d'assaut allemand HK G3, dont la longueur du canon, 450 mm, lui assure une excellente précision.

## Présentation
Le fusil est issu du G3A3ZF  qui était un  G3A3 sélectionné par la Bundeswehr, équipé d'une lunette de visée dotée d'un pouvoir de grossissement de X4. Ainsi le HK G3/SG1 est le successeur du G3A3ZF modifié pour le tir semi-automatique seul, muni d'une crosse avec appuie-joue, d'un bipied, et d'une lunette Zeiss Diavari-DA 1.5-6×36.

### Pourquoi SG1
Les lettres  "SG"  sont les initiales pour  Scharfschützengewehr (fusil de précision) et 1 indique la première mouture de cette arme. Le HK G3 SG1 est ainsi la version initiale de la variante pour tireur d'élite du G3 .

## Diffusion
Cette arme est relativement répandue. Elle a été notamment utilisée par le GIGN, le RAID mais aussi par les fusiliers marins.

### Sources
Cet article est issu de la lecture des revues spécialisées de langue française suivantes :
- Cibles ;
- Gazette des armes ;
- Action Guns ;
- Raids ;
- Assaut.